# Polegli w powstaniu warszawskim po stronie polskiej

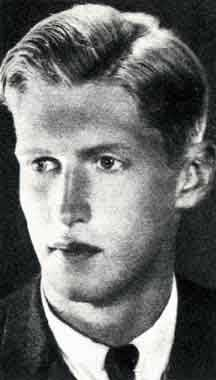
Andrzej Romocki

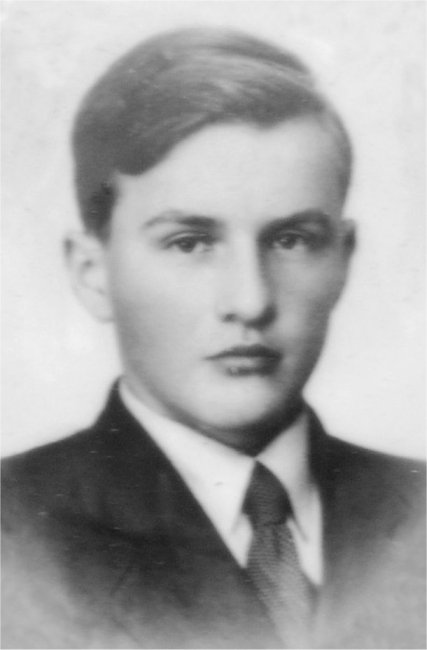
Wiesław Brauliński

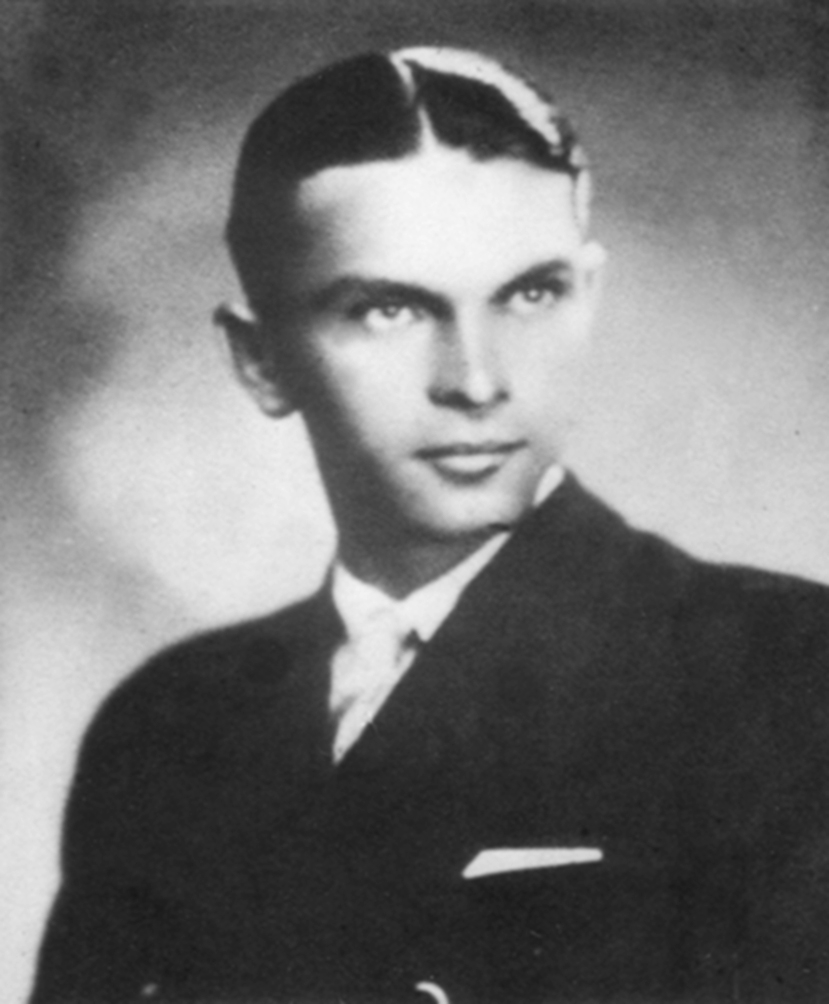
Eugeniusz Lokajski

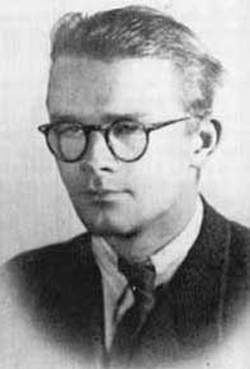
Jerzy Zborowski

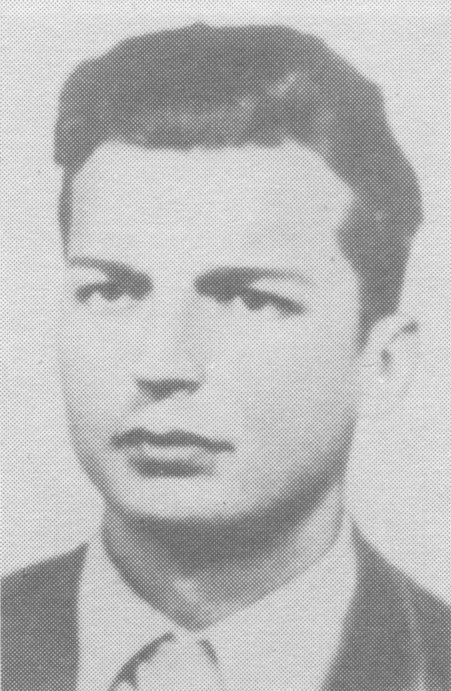
Stanisław Leopold

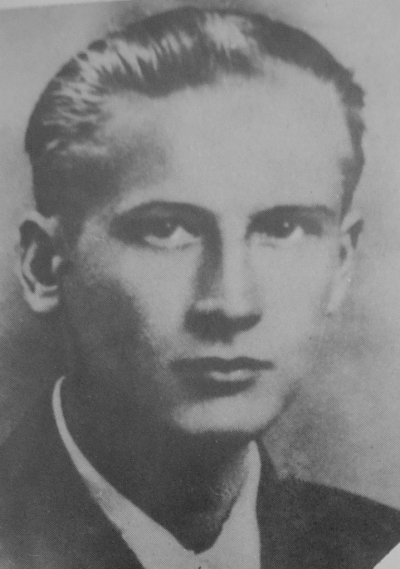
W. Michalak

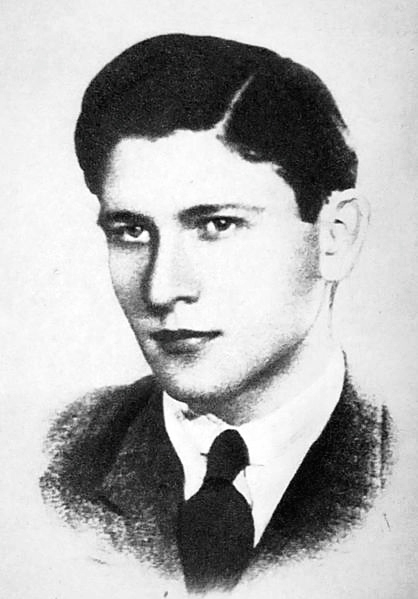
Jerzy Gawin

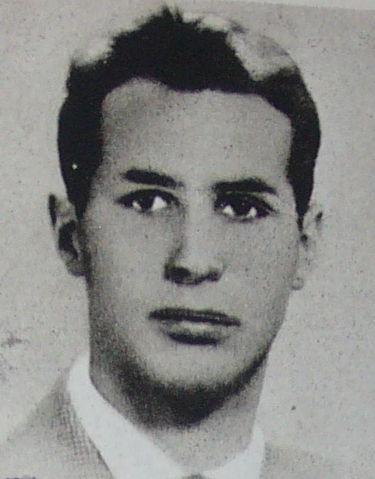
Jan Wróblewski

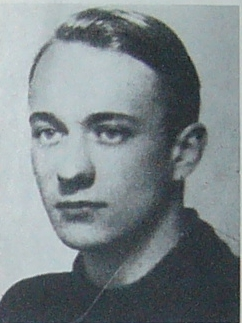
Jerzy Jagiełło

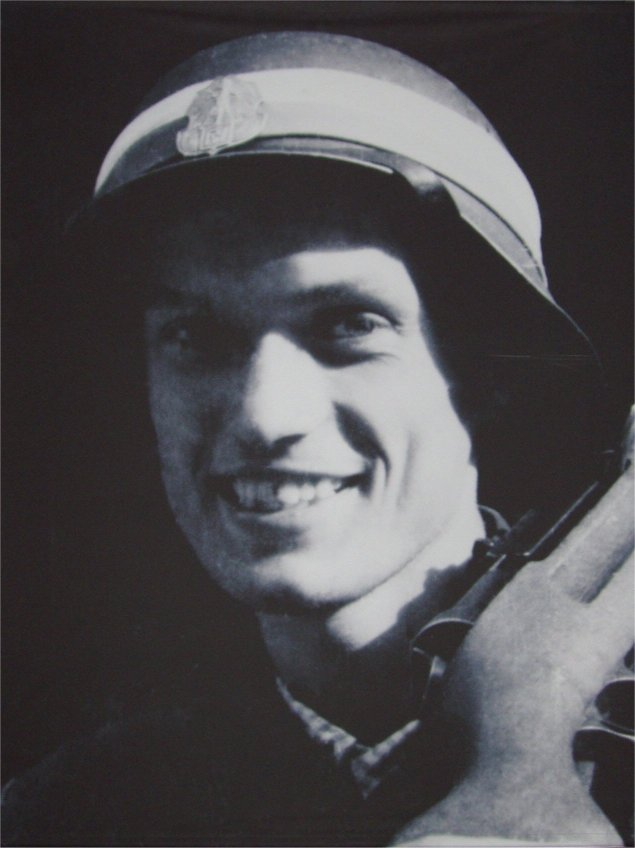
Jerzy Tyczyński

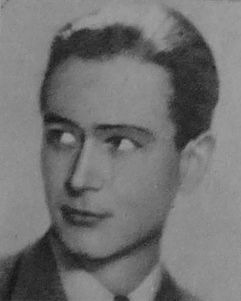
Z. Sadowski

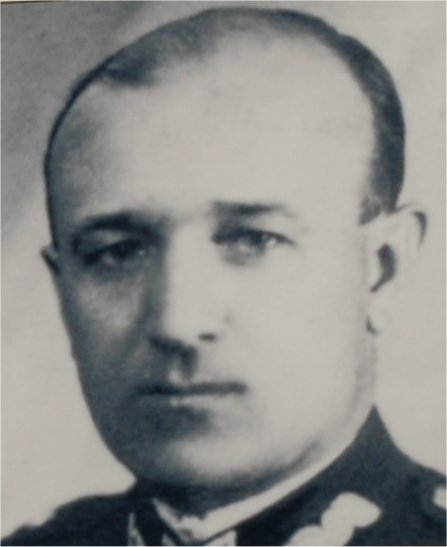
Czesław Lech

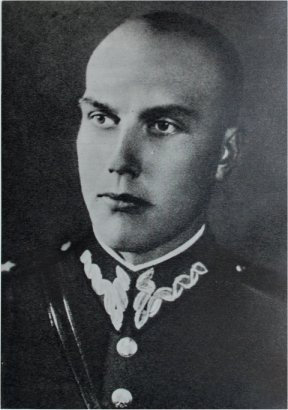
Gustaw Billewicz

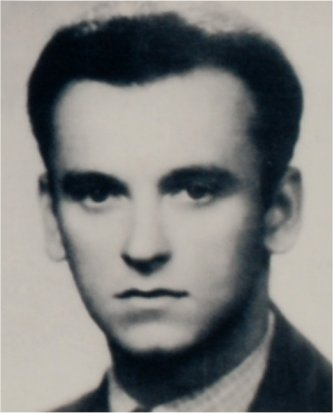
Jerzy Szypowski

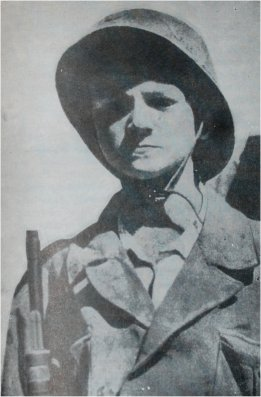
Witold Modelski

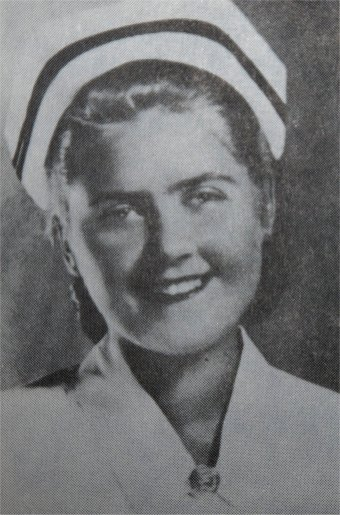
Jarkowska-Krauze

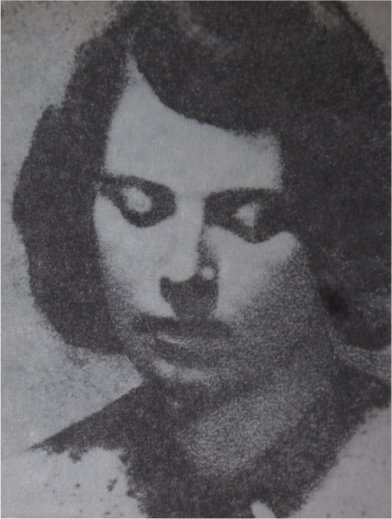
Dorota Łempicka

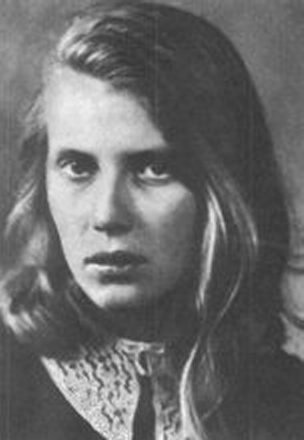
Anna Zakrzewska

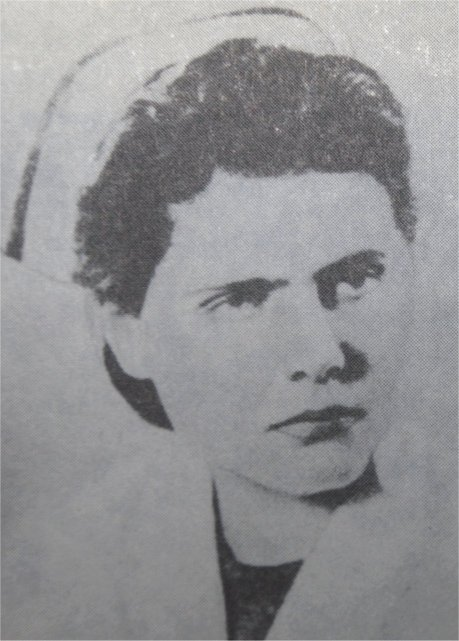
Ewa Matuszewska

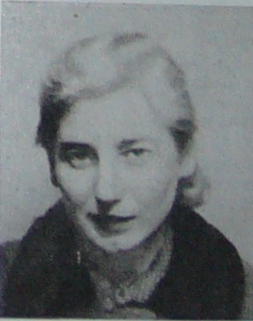
Alicja Czerwińska

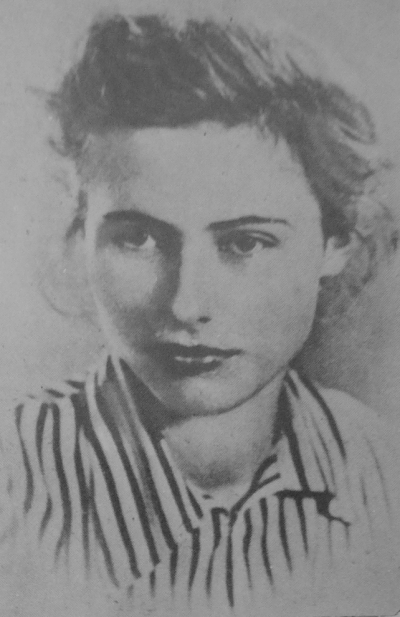
Anna Wajcowicz

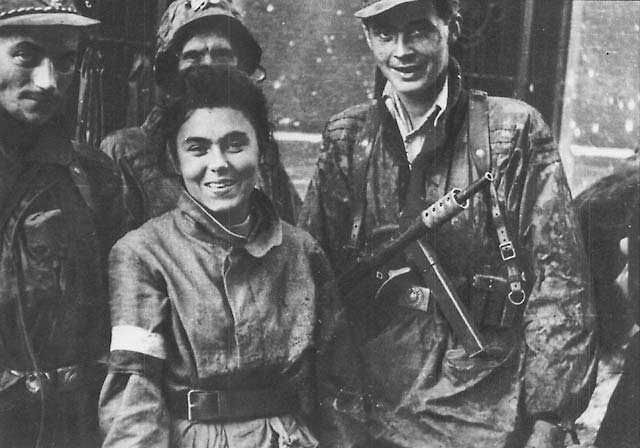
Zofia Dąbrowska

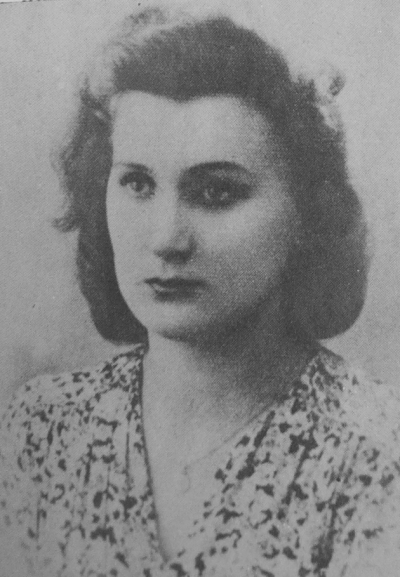
Zofia Kasperska

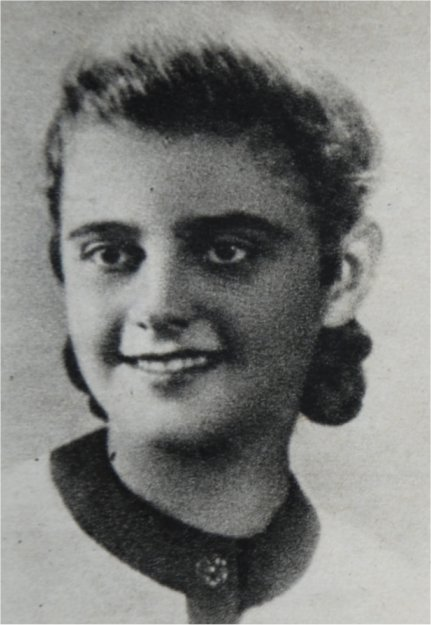
Krystyna Niżyńska

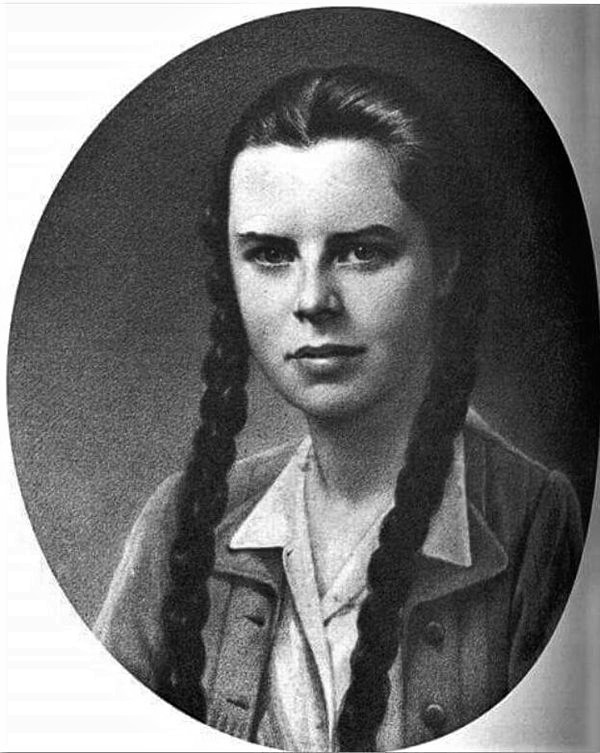
K. Wańkowicz

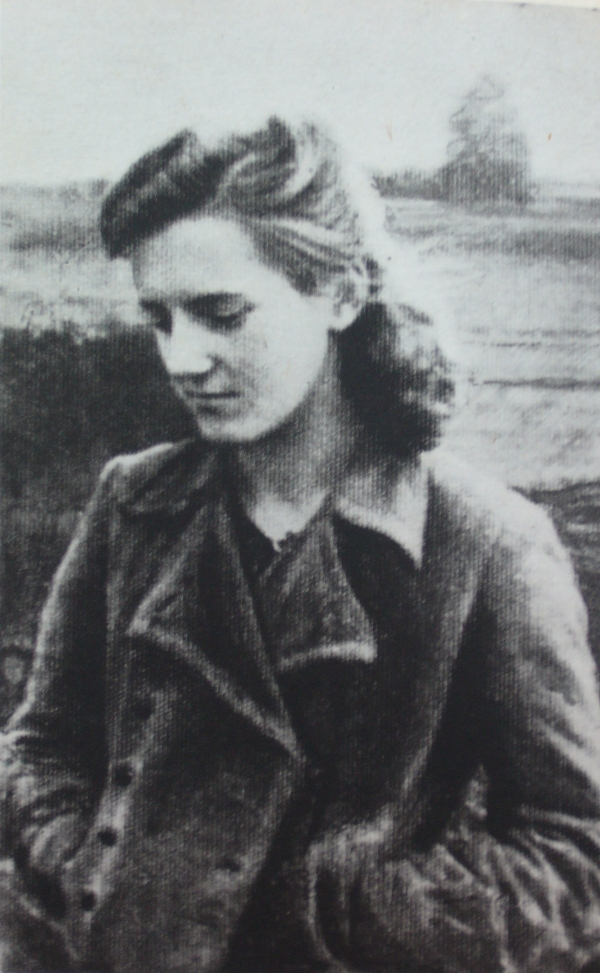
Kowalska-Wuttke

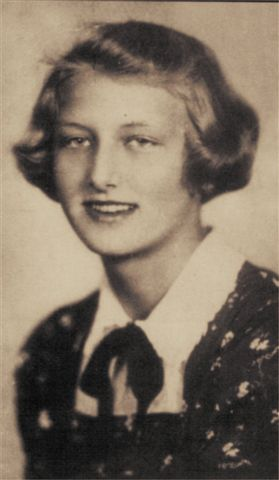
M. Morawska

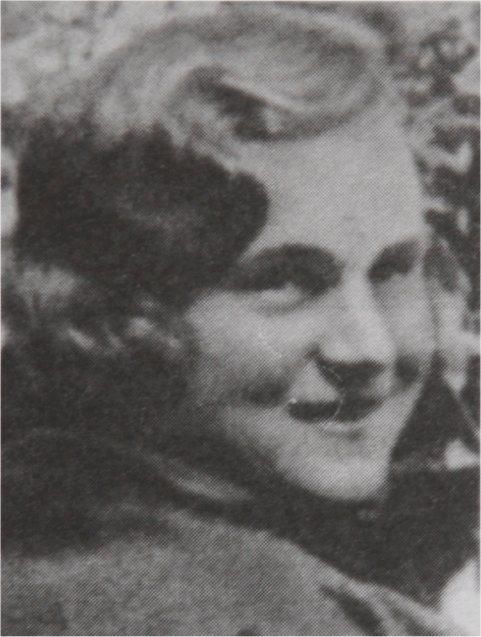
Jadwiga Piekarska

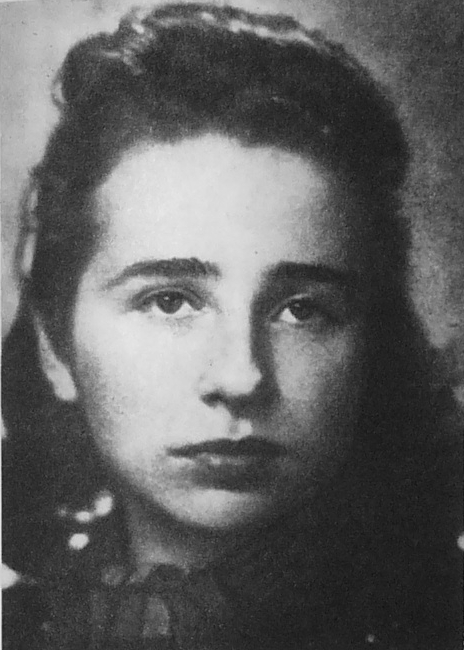
J. Trojanowska

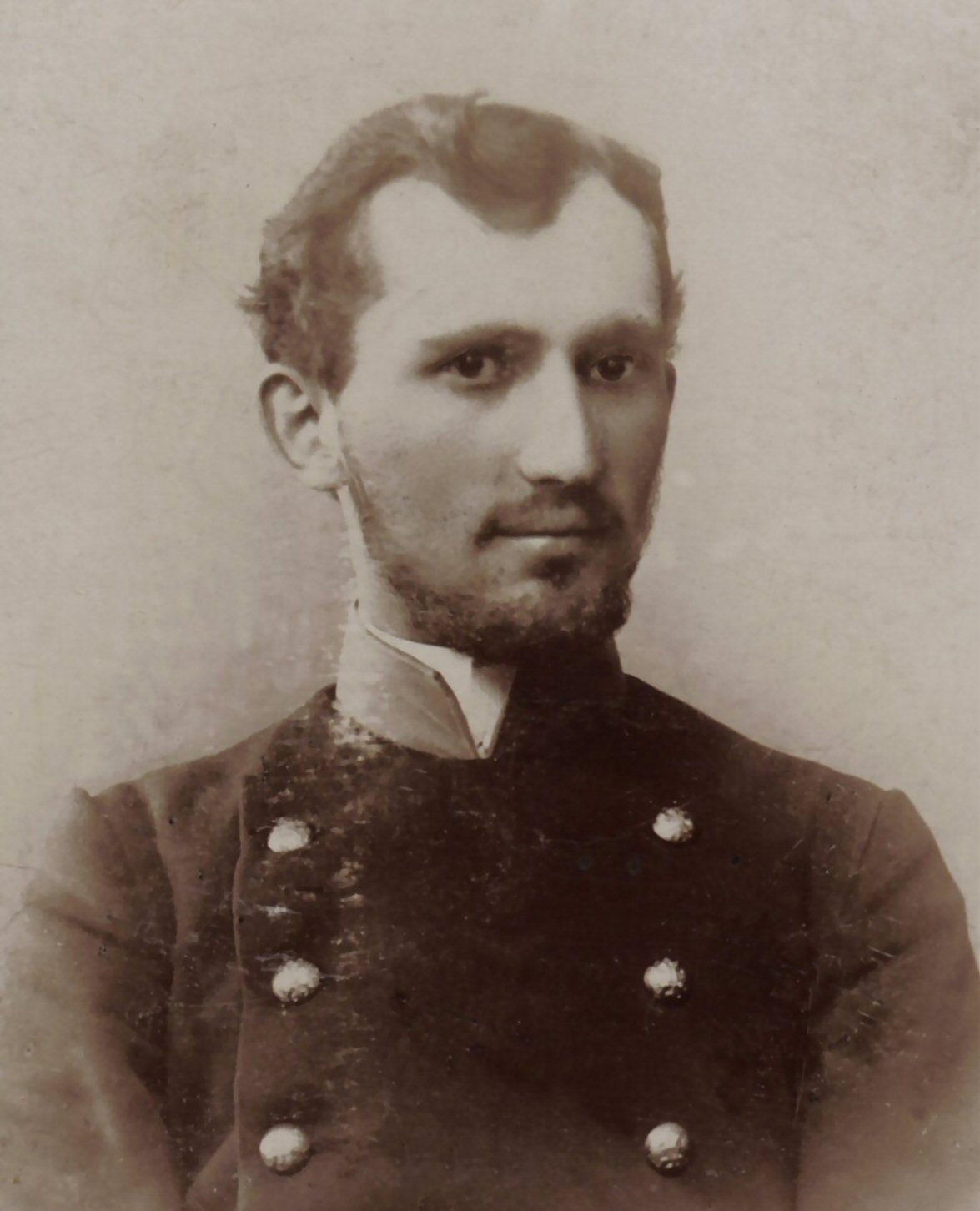
Teofil Sadkowski

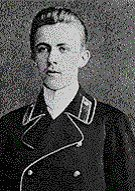
S. Ossowiecki

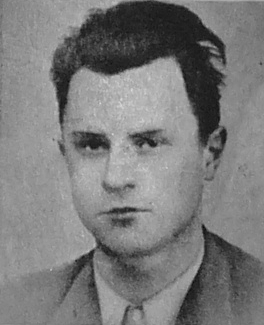
Bronisław Hellwig

Lista osób poległych i zmarłych w dniach powstania warszawskiego, których noty biograficzne znajdują się w zasobach Wikipedii. Dotyczy zarówno żołnierzy, sanitariuszek, łączniczek, harcerzy, cywili wspierających powstanie (lekarzy, chirurgów, księży), jak i ofiar zbrodni hitlerowskich – osób cywilnych niezwiązanych w tym czasie z żadną formacją zbrojną.
Masowe ekshumacje zarówno żołnierzy Powstania, jak i ofiar wśród ludności cywilnej, między innymi w obawie przed wybuchem epidemii, rozpoczęły się już wczesną wiosną 1945 r. i trwały do 1948 roku. Bezcenną pomocą w identyfikacji ofiar okazała się powszechna praktyka wkładania danych identyfikacyjnych do butelki, którą następnie umieszczano pod pachą zmarłego. Formalnie kwestią tą zajmował się Referat Ekshumacyjny przy Zarządzie Miasta, a praktycznie głównie ochotniczki PCK.

## Żołnierze polskich oddziałów walczących w powstaniu
Sekcja ta obejmuje nazwiska żołnierzy polskich oddziałów poległych w walce, bądź rannych powstańców zamordowanych przez żołnierzy niemieckich w szpitalach powstańczych. Dotyczy również dowódców plutonów, batalionów, zgrupowań.

### Batalion „Zośka”
- Roger Barlet (zm. 30 sierpnia) – Francuz, dezerter z Wehrmachtu, żołnierz batalionu „Zośka”
- Wiesław Brauliński (zm. 8 sierpnia) – zastępca dowódcy III plutonu 1 kompanii „Maciek”, student Politechniki
- Zygmunt Brzosko (zm. 12 sierpnia) – podporucznik
- Andrzej Błędowski (zm. 23 sierpnia) – sierżant podchorąży II plutonu „Alek” 2. kompanii „Rudy”
- Jerzy Chełstowski (zm. 22 sierpnia) – żołnierz IV plutonu 1. kompanii „Maciek”
- Władysław Cieplak (zm. 30 sierpnia) – harcmistrz, porucznik, dowódca 3. kompanii „Giewont”
- Stanisław Deczkowski (zm. 28 sierpnia) – sierżant w II plutonie „Alek” 2. kompanii „Rudy”
- Stanisław Duszczyk (zm. 2 września) – dowódca drużyny w II plutonie 1. kompanii „Maciek”
- Marek Długoszowski (zm. 13 sierpnia) – podporucznik w III plutonie „Alek” 2. kompanii „Rudy”
- Andrzej Długoszowski (zm. 3 sierpnia) – porucznik, podharcmistrz
- Feliks Jan Dziak (zm. 20 września) – sierżant podchorąży, dowódca drużyny w I plutonie „Włodek” 1 kompanii „Maciek”
- Stanisław Findeisen (zm. 30 sierpnia) – sierżant podchorąży w 2. kompanii „Rudy” III plutonie „Felek”
- Jerzy Flanc (zm. 6 sierpnia) – żołnierz III plutonu „Felek”
- Józef Florkowski (zm. 1 sierpnia) – dowódca 1. drużyny I plutonu „Włodek” 1 kompanii „Maciek”
- Jerzy Gawin (zm. 23 września) – harcerz Szarych Szeregów, porucznik
- Jerzy Golnik (zm. 10 sierpnia) – podharcmistrz, podporucznik, dowódca I plutonu „Włodek” w 1. kompanii „Maciek”
- Aleksander Groinin (zm. 19 września) – podchorąży plutonu pancernego „Wacek” 2. kompanii „Rudy”
- Janusz Grzymałowski (zm. 11 sierpnia) – sierżant, podchorąży III plutonu „Felek” 2. kompanii „Rudy”
- Jerzy Jagiełło (zm. 14 sierpnia) – porucznik, harcmistrz
- Stanisław Kacprzak (22 sierpnia) – żołnierz I plutonu „Włodek” 1. kompanii „Maciek”
- Leszek Kidziński (zm. po 21 września) – podporucznik, dowódca I plutonu „Włodek”
- Ryszard Klauze (zm. 13 września) – sierżant w I plutonie „Sad”
- Eugeniusz Koecher (zm. 8 sierpnia) dowódca plutonu „Alek”, kompanii „Rudy”
- Stanisław Kozicki (zm. 22 sierpnia) – dowódca I plutonu 3. kompanii „Giewonta”
- Wiesław Krajewski (zm. 20 września) – harcmistrz, podporucznik
- Bolesław Krogulecki (zm. 10 sierpnia) – sierżant w I plutonie „Sad” 2. kompanii „Rudy”
- Roman Krzemiński (zm. 30 sierpnia) – sierżant w III plutonie „Felek” 2. kompanii „Rudy”
- Tadeusz Kurkowski (zm. 9 sierpnia) – sierżant w 2. kompanii „Rudy”
- Mieczysław Kurowski (zm. 1 września) – żołnierz III plutonu 1. kompanii „Maciek”
- Józef Kłosiński (zm. 2 września) – sierżant w III plutonie „Felek” 2. kompanii „Rudy”
- Julian Laskowski (zm. 22 września) – podporucznik w III plutonie „Felek” 2. kompanii „Rudy”
- Wojciech Lenart (zm. 13 września) – podporucznik II plutonu „Alek” 2. kompanii „Rudy”
- Jan Lenart (zm. 28 sierpnia) – podharcmistrz, podporucznik
- Andrzej Makólski (zm. 23 sierpnia) – podporucznik, podharcmistrz w II plutonie „Alek” 2. kompanii „Rudy”
- Bolesław Matulewicz (zm. 22 sierpnia) – plutonowy, żołnierz 1. kompanii „Maciek”
- Tadeusz Maślonkowski (zm. 8 sierpnia) – podporucznik, dowódca III drużyny w II plutonie „Alek” kompanii „Rudy”
- Włodzimierz Michalak (zm. 28 sierpnia) – podporucznik, zastępca dowódcy IV plutonu w 1. kompanii „Maciek”
- Kazimierz Milewski (zm. 22 sierpnia) – plutonowy w plutonie „Alek” kompanii „Rudy”
- Tadeusz Milewski (zm. 5 sierpnia) – sierżant w plutonie „Alek” kompanii „Rudy”
- Wojciech Morbitzer (zm. 12 sierpnia) – podharcmistrz, podporucznik, dowódca 3. drużyny w kompanii „Rudy”
- Tadeusz Müller (zm. 30 sierpnia) – sierżant III plutonu „Felek” 2. kompanii „Rudy”
- Czesław Nantel (zm. 31 sierpnia) – starszy sierżant, dowódca II plutonu „Alek” w 2. kompanii „Rudy”
- Zbigniew Ocepski (zm. 16 września) – kapral podchorąży, amunicyjny w plutonie pancernym
- Konrad Okolski (zm. 11 sierpnia) – harcerz Szarych Szeregów, dowódca plutonu „Felek” kompanii „Rudy”
- Mieczysław Olkowski (zm. 11 sierpnia) – sierżant w III plutonie „Felek” 2. kompanii „Rudy”
- Wojciech Omyła (zm. 8 sierpnia) – sierżant
- Jerzy Ossowski (zm. 2 sierpnia) – prawnik i socjolog, instruktor harcerski
- Leonard Pecyna (zm. 18 września) – sierżant podchorąży w kompanii „Rudy”
- Jerzy Pepłowski (zm. 16 września) – harcmistrz, podporucznik, adiutant
- Henryk Petryka (zm. 8 sierpnia 1944) – sierżant podchorąży w III drużynie II plutonu „Alek” kompanii „Rudy”
- Jan Przasnek (zm. 27 sierpnia) – plutonowy III plutonu 1. kompanii „Maciek”
- Józef Ptaszyński (zm. 28 sierpnia) – harcmistrz, podporucznik, zastępca dowódcy I plutonu 3. kompanii „Giewonta”
- Zdzisław Racki (zm. 8 sierpnia) – podharcmistrz, podporucznik w III plutonie „Felek” 2. kompanii „Rudy”
- Jan Reutt (zm. 22 sierpnia) – podporucznik, dowódca 4. drużyny w 2. kompanii „Rudy” I plutonu „Sad”
- Eugeniusz Romański (zm. 16 września) – kapitan Wojska Polskiego
- Andrzej Romocki (zm. 15 września) – harcmistrz, kapitan Szarych Szeregów, dowódca 2. kompanii „Rudy”
- Jan Romocki (zm. 18 sierpnia) – podporucznik AK, podharcmistrz, poeta
- Zbigniew Rosner (zm. 4 sierpnia) – sierżant II plutonie „Alek” kompanii „Rudy”
- Włodzimierz Rybka (zm. 6 sierpnia) – podporucznik w 2. kompanii „Rudy” III plutonu „Felek”
- Jerzy Rządkowski (zm. 25 sierpnia) – podporucznik, dowódca drużyny III plutonu „Felek” 2. kompanii „Rudy”
- Stanisław Sadkowski (zm. 22 sierpnia) – plutonowy podchorąży, dowódca drużyny w II plutonie kompanii „Maciek”
- Tadeusz Schiffers (zm. 16 września) – dowódca II plutonu 1 kompanii „Maciek”
- Włodzimierz Słubicki (zm. 31 sierpnia) – sierżant podchorąży III plutonu „Felek” 2 kompanii „Rudy”
- Andrzej Sobolewski (zm. 12 sierpnia) – podporucznik w I plutonie „Sad” 2. kompanii „Rudy”
- Zbigniew Sokola-Maniecki (zm. 13 września) – sierżant podchorąży, dowódca drużyny
- Eugeniusz Stasiecki (zm. 16 sierpnia) – harcmistrz, instruktor harcerski Szarych Szeregów, kapitan
- Mirosław Szymanik (zm. 11 sierpnia) – plutonowy w kompanii „Rudy”
- Zygmunt Śluzek (zm. 18 września) – podporucznik w szeregach II plutonu „Alek”
- Jerzy Świderski (zm. 12 sierpnia) – plutonowy w 2. kompanii „Rudy”
- Hubert Taczanowski (zm. 20 sierpnia) – plutonowy w I plutonie „Sad” 2. kompanii „Rudy”
- Wiesław Tyczyński (zm. 13 września) – podporucznik, dowódca 2. drużyny w III plutonie „Felek”
- Tadeusz Tyczyński (zm. 3 sierpnia) – podporucznik, dowódca drużyny w plutonie „Felek”
- Zdzisław Unieszowski (zm. 10 sierpnia) – podporucznik w szeregach I plutonu „Sad” 2. kompanii „Rudy”
- Kazimierz Wasiłowski (zm. 31 sierpnia) – sierżant w 2 drużynie kadrowej, w kompanii „Rudy”, plutonie „Sad”
- Zdzisław Wasserberger (zm. 14 września) – podchorąży w II plutonie „Alek”
- Jerzy Weil (zm. 22 września) – podharcmistrz, porucznik, dowódca I plutonu „Sad” 2. kompanii „Rudy”
- Eugeniusz Weiss (zm. 16 lub 18 września) – plutonowy podchorąży w plutonie pancernym batalionu
- Stefan Wiśniewski (zm. 30 sierpnia) – plutonowy w 2. kompanii „Rudy” III plutonie „Felek”
- Zbigniew Wojciechowski (zm. 30 sierpnia) – sierżant w 2. kompanii „Rudy” III plutonie „Felek”
- Janusz Wojtasiewicz (zm. 13 września) – podporucznik w szeregach II plutonu „Alek” 2. kompanii „Rudy”
- Jan Wuttke (zm. 19 września) – podporucznik, zastępca dowódcy 3. kompanii „Giewont” III plutonu „Felek”
- Tadeusz Wuttke (zm. 8 sierpnia) – podporucznik w 2. kompanii „Rudy” II plutonu „Alek”
- Jerzy Wypych (zm. 22 sierpnia) – podporucznik w szeregach I plutonu 3. kompanii „Giewonta”
- Wacław Wądołkowski (zm. 5 sierpnia) – plutonowy I plutonu „Sad”
- Andrzej Zagrodzki (zm. 13 sierpnia) – podporucznik w I plutonie „Sad” 2. kompanii „Rudy”
- Ryszard Zalewski (zm. 8 sierpnia) – sierżant podchorąży
- Ryszard Zarzycki (zm. 4 sierpnia) – harcmistrz, podporucznik
- Ryszard Załęski (zm. 8 sierpnia) – podchorąży w I plutonie „Włodek” 1. kompanii „Maciek”, student Politechniki
- Krzysztof Zborowski (powstaniec warszawski) (zm. 9 sierpnia) – sierżant, podchorąży w II plutonie „Alek”
- Edward Zürn (zm. 23 sierpnia) – harcmistrz, podporucznik w „Pasiece”
- Andrzej Łukoski (zm. 18 sierpnia) – podporucznik, dowódca 1. kompanii „Maciek”
- Czesław Żołędowski (zm. 8 lub 11 sierpnia) – sierżant podchorąży w I plutonie „Sad” 2. kompanii „Rudy”
- Leon Zubrzycki (zm. 31 sierpnia) – podporucznik, dowódca patrolu w kompanii „Rudy”

### Batalion „Parasol”
- Krzysztof Kamil Baczyński (zm. 4 sierpnia) – poeta, przedstawiciel pokolenia kolumbów
- Marian Buczyński (zm. 27 sierpnia) – plutonowy
- Henryk Humięcki (zm. 27 sierpnia) – plutonowy podchorąży w I kompanii 1. plutonu
- Stefan de Julien (zm. 13 sierpnia) – podporucznik
- Tadeusz Kamiński (zm. 19 września) – podporucznik, dowódca III plutonu 1. kompanii batalionu
- Ryszard Klimaszewski (zm. 1 września) – sierżant podchorąży w I kompanii 1 plutonu
- Andrzej Klusiewicz (zm. 1 września) – starszy strzelec 3. kompanii
- Stanisław Leopold (zm. 25 sierpnia) – harcmistrz, podporucznik (pośmiertnie), dowódca 1. kompanii
- Kazimierz Łukasiak (zm. 6 sierpnia) – zastępca dowódcy 1 drużyny I plutonu 2. kompanii baonu
- Jerzy Niedzielski (zm. 14 września) – podchorąży III plutonu w 3. kompanii batalionu
- Stefan Pakuła (zm. 4 sierpnia) – podporucznik, zastępca dowódcy 3. kompanii w III plutonie
- Zdzisław Sadowski (zm. 27 sierpnia) – podporucznik w kwatermistrzostwie batalionu
- Rafał Sekel (zm. 27 sierpnia) – kapral, starszy strzelec w I kompanii
- Zbigniew Starnowski (zm. 1 września) – kapral podchorąży
- Józef Szczepański (zm. 10 września) – poeta
- Jan Wróblewski (zm. 18 września) – podporucznik
- Jerzy Zborowski (zm. we wrześniu) – dowódca batalionu „Parasol”

### Zgrupowanie pułku Baszta
- Katarzyna Borowińska (zm. 26 września) – łączniczka-sanitariuszka, Kompania B-2

- Bolesław Pawłowicz (zm. 16 września) – prawnik
- Krzysztof Pełczyński (zm. 17 sierpnia) – kapral podchorąży, dowódca drużyny kompanii B-3 batalionu „Bałtyk”
- Piotr Słowikowski (zm. 13/14 sierpnia) – kapitan, dowódca kompanii K-2 w pułku „Baszta”
- Jerzy Skrzymowski (zm. 1 sierpnia) – ppor., oficer do zleceń kompanii O-1, batalionu Olza

### Batalion „Kiliński”
- Feliks Borecki (zm. 28 sierpnia) – podporucznik, dowódca 4. kompanii „Warta”
- Stanisław Silkiewicz (zm. 17 września) – dowódca batalionu „Kiliński”
- Czesław Zadrożny (zm. 8 września) – zastępca dowódcy 6. kompanii batalionu „Kiliński”

### Brygada Dywersji „Broda 53”
- Jan Kajus Andrzejewski (zm. 31 sierpnia) – harcmistrz, podpułkownik, dowódca Brygady
- Jerzy Berowski (zm. 11 sierpnia) – podporucznik, oficer sztabu
- Ewaryst Jakubowski (zm. 31 sierpnia) – porucznik, adiutant dowódcy Brygady Dywersji „Broda 53”, cichociemny
- Franciszek Jurecki (zm. 28 sierpnia) – porucznik
- Stefan Kowalewski (zm. 31 sierpnia) – podporucznik
- Jan Kozubek (zm. 14 września) – porucznik, dowódca kompanii „Żuk”, oficer sztabu
- Roman Padlewski (zm. 16 sierpnia) – kompozytor, pianista, muzykolog, skrzypek, dyrygent i krytyk muzyczny
- Stanisław Zołociński (zm. 13 sierpnia?) – sierżant podchorąży

### Batalion „Miotła”
- Andrzej Englert (zm. 2 września) – podchorąży
- Tadeusz Gołębiowski (zm. 13 września) – podporucznik
- Franciszek Jurecki (zm. 28 sierpnia) – porucznik
- Janusz Majewski (zm. 21 sierpnia) – starszy strzelec
- Franciszek Mazurkiewicz (zm. 11 sierpnia) – kapitan, dowódca batalionu „Miotła”
- Tadeusz Molenda (zm. 22 września) – plutonowy, kawaler Orderu Virtuti Militari
- Czesław Rozenthal (zm. 1 sierpnia) – podporucznik, Kawaler Orderu VM
- Tadeusz Wiwatowski (zm. 11 sierpnia) – filolog, pracownik naukowy i dydaktyczny tajnego UW

### Zgrupowanie „Kryska”
- Marek Józef Dołęga-Zakrzewski (zm. 11 września) – porucznik, Komendant Portu Czerniakowskiego

### Zgrupowanie „Róg”
- Janusz Jerzy Sobolewski (zm. 27 sierpnia) – dowódca drużyny w batalionie „Gustaw”
- Michał Światopełk-Mirski (zm. 13 sierpnia) – kapral podchorąży w kompanii baonu „Gustaw”
- Stefan Zielewicz (zm. w sierpniu) – porucznik, zastępca dowódcy kompanii „Gertruda”
- Czesław Łabanowski (zm. 6 września) – kapral w batalionie „Dzik”

### Kompania „Koszta”
- Eugeniusz Lokajski (zm. 25 września) – lekkoatleta, olimpijczyk, dowódca plutonu
- Włodzimierz Radajewski (zm. 7 września) – dowódca 1. plutonu
- Roman Rozmiłowski (zm. 3 września) – dowódca plutonu
- Jerzy Tyczyński (zm. 3 września) – plutonowy podchorąży

### Batalion „Czata 49”
- Stanisław Harasymowicz (zm. 10 sierpnia) – podporucznik, cichociemny, dowódca plutonu „Mieczyków”
- Wiesław Knast (zm. 7 września) – podporucznik w kompanii „Motyl”
- Andrzej Maringe (zm. 18 września) – podchorąży
- Cezary Nowodworski (zm. prawdopodobnie 22 września) – kapitan, cichociemny, dowódca kompanii

### Z innych oddziałów
- Zbigniew Banaś (zm. 17 sierpnia) – harcerz Szarych Szeregów, listonosz Poczty Polowej AK
- Mirosław Biernacki (zm. 30 sierpnia) – kapral, żołnierz batalionu „Chrobry II”
- Gustaw Billewicz (zm. 11 września) – major, dowódca w batalionie „Chrobry I”
- Włodzimierz Cegłowski (zm. 16 września) – sierżant podchorąży w Kolegium A
- Stefan Bielecki (zm. 5 września) – inżynier, uczestnik kampanii wrześniowej
- Wiktor Dobrzański (zm. 27 sierpnia) – uczestnik obrony Warszawy 1939, zastępca dowódcy batalionu „Chrobry I”
- Ewa Faryaszewska (zm. 28 sierpnia) – łączniczka Batalionu Wigry, autorka zdjęć z powstania
- Tadeusz Gajcy (zm. 16 sierpnia) – poeta, żołnierz grupy szturmowo-wypadowej por. Bondorowskiego
- Władysław Krzysztof Grabiński (zm. 2 września) – ziemianin, żołnierz dywizjonu „Jeleń”
- Antoni Szczęsny Godlewski (zm. 8 sierpnia) – żołnierz Armii Krajowej
- Józef Hłasko (zm. 31 sierpnia) – kapitan, oficer operacyjny
- Romuald Jakubowski (zm. 1 sierpnia) – porucznik artylerii, szef kontrwywiadu AK
- Włodzimierz Kaczanowski (zm. 1 sierpnia) – dowódca plutonu w Zgrupowaniu „Żniwiarz”
- Wacław Janaszek (zm. 27 września) – szef sztabu i zastępca dowódcy Zgrupowania „Radosław”
- Tadeusz Kołecki (zm. 24 września) – podporucznik Armii Krajowej
- Alfons Kotowski (zm. 29 września) – major, dowódca batalionu „Pięść” i Grupy Kampinos
- Mieczysław Kurkowski (zm. 27 września) – kapitan, żołnierz kampanii wrześniowej, działacz konspiracyjny
- Karol Kryński (zm. 5 sierpnia) – malarz, uczestnik kampanii wrześniowej, oficer WP
- Juliusz Krzyżewski (zm. 10 sierpnia) – poeta, żołnierz kampanii wrześniowej
- Wacław Kuliszewski (zm. 6 września) – szef Wydziału I Komendy Okręgu Warszawa AK
- Stefan Kwaśniewski (zm. 1 października) – dziennikarz, felietonista, żołnierz baonu „Sokół”
- Czesław Lech (zm. 28 sierpnia) – porucznik, dowódca samodzielnej Grupy AK PWB/17/S
- Aleksander Lossow-Niemojowski (zm. 6 sierpnia) – szef sztabu Zgrupowania AK ppłk. Franciszka Rataja
- Mieczysław Milbrandt (zm. 9 sierpnia) – filozof
- Jan Misiurewicz (zm. 20 września) – kapitan, dowódca kompanii „Topolnicki”
- Marian Mokrzycki (zm. 18 września) – porucznik, pedagog, dowódca VIII zgrupowania „Bicz”
- Leon Nowakowski (zm. 4 września) – major, dowódca batalionu „Chrobry II”
- Olgierd Ostkiewicz-Rudnicki (zm. 13 sierpnia) – dowódca batalionu „Łukasiński”
- Kazimierz Pogorzelski (zm. 2 sierpnia) – żołnierz w Zgrupowaniu „Bartkiewicz”
- Zbigniew Rakowiecki (zm. w sierpniu) – polski aktor filmowy i teatralny
- Stanisław Riess de Riesenhorst (zm. 1 sierpnia) – pułkownik, oficer Wojska Polskiego i armii austriackiej
- Zbigniew Roguski (zm. 26 września) – podporucznik, dowódca II plutonu Grupy Artyleryjskiej „Granat”
- Iwo Rygiel (zm. 2 sierpnia) – podharcmistrz, plutonowy podchorąży, dowódca 438 plutonu Grup Szturmowych
- Kazimierz Samuelson (zm. ?) – inżynier elektryk, podharcmistrz
- Tadeusz Semadeni (zm. 19 sierpnia) – wiceprokurator, sędzia, polski rekordzista w pływaniu
- Mieczysław Sokołowski (zm. 18/19 sierpnia) – podpułkownik, dowódca Obwodu „Ochota”
- Jan Soszyński (zm. 1 sierpnia) – saper 119. plutonu saperów zgrupowania „Krybar”,kawaler Orderu VM
- Zdzisław Stroiński (zm. 16 sierpnia) – poeta pokolenia Kolumbów
- Stanisław Srzednicki (zm. 20 sierpnia) – instruktor harcerski, porucznik
- Czesław Szczubełek (zm. 1 września) – lekarz, kapitan, dowódca 5. Rejonu „Oaza” V Obwodu – Mokotów
- Jerzy Szypowski (zm. po 20 września) – porucznik, dowódca I kompanii Zgrupowania „Leśnik”
- Bohdan Świderski (zm. 1 sierpnia) – podporucznik broni pancernej
- Władysław Ignacy Zamoyski (zm. 2 sierpnia) – hrabia, podporucznik, kawaler Orderu VM
- Maria Zielonka (zm. ok. 20 września) – dowódca plutonu w oddziale „Dysk”

## Osoby wspierające powstanie
Sekcja ta dotyczy osób nieuczestniczących bezpośrednio w starciach zbrojnych, lecz wspierających powstanie i powstańców w inny sposób niż walka z bronią w ręku. Obejmuje nazwiska osób poległych podczas pełnienia obowiązków lub rozstrzelanych przez żołnierzy niemieckich w odwecie za wspieranie powstańców. Są to m.in. lekarze, sanitariuszki, łączniczki i łącznicy, księża i kapelanie, harcerze i listonosze Harcerskiej Poczty Polowej, redaktorzy prasy powstańczej, członkowie Biura Informacji i Propagandy.
- Jan Franciszek Czartoryski (zm. 6 września) – błogosławiony katolicki, dominikanin
- Dawid Goldman (zm. 14 września) – były więzień „Gęsiówki”, przewodnik i łącznik kanałowy
- Zygmunt Hempel (zm. 5 sierpnia) – ziemianin, żołnierz Legionów Polskich, oficer WP
- Tadeusz Jachimowski (zm. 7 sierpnia[potrzebny przypis]) – ksiądz, pułkownik WP
- Halina Jankowska (zm. 23 sierpnia) – profesor medycyny, lekarz w szpitalu Jana Bożego
- Henryk Lederman (zm. 5 września) – były więzień „Gęsiówki”, przewodnik i łącznik kanałowy
- Wanda Łążyńska (zm. 29 sierpnia) – kapitan, lekarz
- Wojciech Mencel (zm. 13 września) – poeta, kapral podchorąży, jeden z redaktorów pisma Sztuka i Naród
- Witold Modelski (zm. 20 września) – łącznik w batalionie „Gozdawa”
- Irena Nelkenowa (zm. 20 sierpnia) – polonistka, komendantka oddziału kobiecego KB
- Hanna Petrynowska (zm. 28 sierpnia) – doktor medycyny, szef sanitarny Grupy AK PWB/17/S
- Julian Piasecki (zm. 3 sierpnia) – wykładowca Wyższej Szkoły Wojennej, wiceminister komunikacji
- Włodzimierz Pietrzak (zm. 20 sierpnia) – poeta, prozaik i krytyk literacki
- Wiktor Potrzebski (zm. 4 września) – ksiądz, działacz niepodległościowy, kapelan AK
- Henryk Poznański (zm. 17 września) – były więzień „Gęsiówki”, przewodnik i łącznik kanałowy
- Józef Rożniecki (zm. 2 sierpnia) – doktor praw, oficer WP, major, działacz państwowy
- Sołtan Safijew (zm. 22 września) – były więzień „Gęsiówki”, lekarz i chirurg w batalionie „Parasol”
- Jan Salamucha (zm. 11 sierpnia) – filozof chrześcijański, logik, ksiądz katolicki
- Piotr Słonimski (zm. 2 września) – major, docent, lekarz, zoolog, histolog, embriolog
- Józef Stanek (zm. 23 września) – ksiądz pallotyn, błogosławiony męczennik, kapelan zgrupowania „Kryska”
- Bolesław Wasylewski (zm. 23 sierpnia) – dziennikarz, redaktor powstańczej prasy
- Maria Wocalewska (zm. prawdopodobnie 4 sierpnia) – harcmistrz

### Sanitariuszki i łączniczki

#### Batalion „Zośka”
- Hanna Bińkowska (zm. 2 września) – sanitariuszka w I plutonie „Włodek” 1. kompanii „Maciek”
- Lidia Daniszewska (zm. 16 września) – sanitariuszka i łączniczka w plutonie „Felek” kompanii „Rudy”
- Zofia Dąbrowska (zm. 5 września) – łączniczka dowódcy 1. kompanii „Maciek”
- Maria Dziak (zm. 31 sierpnia) – sanitariuszka w I plutonie „Włodek” 1. kompanii „Maciek”
- Alicja Gołod-Gołębiowska (zm. 16 września) – sanitariuszka w II plutonie 3. kompanii „Giewonta”
- Stefania Grzeszczak (zm. 15 września) – łączniczka w III plutonie „Felek” 2. kompanii „Rudy”
- Zofia Jarkowska-Krauze (zm. 23 września) – sanitariuszka w 2. kompanii „Rudy”
- Zofia Kasperska (zm. 9 września) – łączniczka i sanitariuszka w II plutonie „Alek” 2. kompanii „Rudy”
- Irena Kołodziejska (zm. po 31 sierpnia) – sanitariuszka w kompanii „Rudy”
- Halina Kostecka-Kwiatkowska (zm. 9 września) – sanitariuszka 2. kompanii „Rudy”
- Zofia Krassowska (zm. 6 sierpnia) – sanitariuszka, jedna z organizatorek kobiecych służb pomocniczych
- Zofia Laskowska (zm. 11 sierpnia) – łączniczka w plutonie „Felek”
- Anna Nelken (zm. 23 września) – łączniczka IV plutonu 1. kompanii „Maciek”
- Krystyna Niżyńska (zm. ok. 24 września) – jedna z najmłodszych sanitariuszek, harcerka
- Dorota Łempicka (zm. 2 sierpnia) – sanitariuszka
- Maria Swierczewska (zm. 2 września) – sanitariuszka, instruktorka
- Anna Wajcowicz (zm. 1 sierpnia) – łączniczka w II plutonie „Alek” 2. kompanii „Rudy”
- Maria Elżbieta Więckowska (zm. 2 września) – sanitariuszka w I plutonie „Sad” 2. kompanii „Rudy”
- Irena Kowalska-Wuttke (zm. 24 września) – podharcmistrz, łączniczka
- Anna Zakrzewska (zm. 11 sierpnia) – łączniczka w III plutonie „Felek” 2. kompanii „Rudy”
- Grażyna Zasacka (zm. ok. 24 września) – łączniczka w III plutonie „Felek”
- Barbara Zmysłowska (zm. 14 sierpnia) – sanitariuszka w IV plutonie 1. kompanii „Maciek”

#### Batalion „Parasol”
- Alicja Czerwińska (zm. 14 września) – łączniczka, strzelec
- Ewa Hanulanka (zm. 16 sierpnia) – sanitariuszka, harcerka
- Janina Trojanowska-Zborowska (zm. ok. 23 września) – łączniczka dowództwa
- Eryka Tyszkówna (zm. 15 sierpnia) – sanitariuszka, strzelec w III plutonie w 3. kompanii
- Irena Schirtładze (zm. 14 września) – sanitariuszka–ochotniczka
- Krystyna Wańkowicz (zm. 6 sierpnia) – sanitariuszka, łączniczka
- Krystyna Wiśniewska-Szabelska (zm. 21 września) – harcerka, łączniczka

#### Batalion „Kiliński”
- Anna Laskowiczówna (zm. 5 września) – łączniczka pocztu dowódcy batalionu
- Bożenna Rażniewska (zm. 14 września) – łączniczka w 165. plutonie 2. kompanii „Szare Szeregi”

#### Zgrupowanie „Krybar”
- Barbara Kieżun (zm. we wrześniu) – sanitariuszka w zgrupowaniu „Krybar”

#### Z innych oddziałów
- Zofia Bagińska (zm. 1 sierpnia) – zakonnica, żołnierz AK
- Krystyna Bełżyńska (zm. 19 września) – łączniczka zgrupowania „Radosław”
- Maria Cetys (zm. 21 września) – łączniczka sztabu Zgrupowania „Kryska”
- Wanda Chodkowska (zm. 1 sierpnia) – zakonnica, żołnierz AK
- Krystyna Dąbrowska (zm. 1 września) – polska rzeźbiarka, sanitariuszka w kompanii „Koszta”
- Maria Deymer (zm. 1 sierpnia) – zakonnica, żołnierz AK
- Barbara Stanisława Drapczyńska (zm. 1 września) – łączniczka, żona Krzysztofa Kamila Baczyńskiego
- Jadwiga Frankowska (zm. 1 sierpnia) – zakonnica, żołnierz AK
- Helena Giżycka (zm. ?) – magister filozofii
- Halina Grotowska (zm. 17 września) – łączniczka obwodowej składnicy meldunkowej „S”
- Irena Grotowska (zm. 17 września) – łączniczka obwodowej składnicy meldunkowej „S”
- Krystyna Krahelska (zm. 2 sierpnia) – harcerka, poetka, sanitariuszka 1108. plutonu
- Teresa Krassowska (zm. 2 września) – kierowniczka komórki „Opieka”, komendantka drużyny sanitarnej
- Ewa Matuszewska (zm. 26 września) – sanitariuszka służby sanitarnej Obwodu Mokotów AK
- Magdalena Morawska (zm. 6 sierpnia) – sierżant Armii Krajowej
- Jolanta Morońska (zm. 16 września) – żołnierz Armii Krajowej
- Halina Piasecka (zm. 14 sierpnia) – łączniczka, działaczka społeczna
- Jadwiga Piekarska (zm. 4 września) – uczestniczka kampanii wrześniowej, łączniczka

## Pozostałe osoby zmarłe w trakcie powstania
Sekcja ta obejmuje nazwiska osób niezaangażowanych w powstanie, poległych pod gruzami zbombardowanych budynków, rozstrzelanych przez żołnierzy niemieckich w publicznych egzekucjach lub straconych potajemnie, zmarłych wskutek ciężkich warunków i chorób lub po zranieniu podczas walk.
- Józef Archutowski (zm. 31 sierpnia) – ksiądz katolicki, teolog, profesor UJ
- Maria Babicka-Zachertowa (zm. 7 sierpnia) – pielęgniarka, prezes Polskiego Stowarzyszenia Pielęgniarek Zawodowych
- Zygmunt Batowski (zm. 1 września) – historyk sztuki, muzeolog
- Aleksander Bojemski (zm. 4 sierpnia) – inżynier i architekt, profesor Politechniki Warszawskiej
- Franciszek Brodniewicz (zm. 17 sierpnia) – polski aktor teatralny i filmowy
- Edward Leonard Daab (zm. w sierpniu) – optyk
- Seweryn Dziubałtowski (zm. 23 sierpnia) – botanik i fitosocjolog
- Jan Gordziałkowski (zm. 24 września) – profesor weterynarii
- Józef Grudziński (zm. 2 września) – członek Stronnictwa Ludowego, zastępca przewodniczącego konspiracyjnej Rady Jedności Narodowej
- Zygmunt Hempel (zm. 5 sierpnia) – ziemianin, żołnierz Legionów Polskich
- Romuald Jarmułowicz (zm. ?) – działacz związkowy i samorządowy, prezydent Częstochowy, senator RP
- Juliusz Kaden-Bandrowski (zm. 8 sierpnia) – pisarz, senator II RP
- Edward Kosibowicz (zm. 2 sierpnia) – ksiądz katolicki, przełożony klasztoru jezuitów na Mokotowie
- Władysław Kosieradzki (zm. 6 sierpnia) – docent Uniwersytetu Warszawskiego, prawnik, ekonomista
- Stefania Kudelska (zm. 12 sierpnia) – posłanka do Sejmu RP, założycielka Przysposobienia Wojskowego Kobiet
- Roman Kuntze (zm. 22 sierpnia) – zoolog, zoogeograf, profesor Szkoły Głównej Gospodarstwa Wiejskiego
- Marian Lalewicz (zm. 21 sierpnia) – architekt, profesor Politechniki Warszawskiej
- Stanisław Lencewicz (zm. 1 września) – polski geograf
- Edward Loth (zm. 15 września) – lekarz, anatom, antropolog, profesor UW
- Aleksander Ławrynowicz (zm. 11 sierpnia) – bakteriolog, kierownik Miejskiego Instytutu Higieny w Warszawie
- Mikołaj Majewski (zm. 14 września) – oficer WP
- Wiktor Mazurowski (zm. w sierpniu) – malarz batalista
- Mariusz Maszyński (zm. 6 sierpnia) – aktor
- Kazimierz Meÿer (zm. w październiku) – inżynier, jeden z pionierów polskiej motoryzacji
- Wanda Miłaszewska (zm. 10 sierpnia) – pisarka
- Stanisław Miłaszewski (zm. 10 sierpnia) – dramatopisarz, publicysta, poeta i tłumacz, senator II RP
- Józef Orwid (zm. 13 sierpnia) – aktor
- Stefan Ossowiecki (zm. 5 sierpnia) – inżynier zajmujący się zjawiskami paranormalnymi, uważany za jasnowidza
- Stanisław Patek, adwokat, obrońca w procesach politycznych w czasach carskich, minister spraw zagranicznych RP, ambasador RP w Moskwie i Waszyngtonie;
- Józef Marian Piasecki (zm. 5 sierpnia) – doktor medycyny, dyrektor Szpitala Wolskiego
- Maria Przybyłko-Potocka (zm. 30 sierpnia) – aktorka
- Józef Rafacz (zm. 3 sierpnia) – profesor Uniwersytetu Warszawskiego, historyk prawa
- Marian Rapacki (zm. 16 września) – działacz spółdzielczy i niepodległościowy, prezes Związku Spółdzielni Spożywców RP „Społem”
- Wacław Roszkowski (zm. 3 sierpnia) – profesor Uniwersytetu Warszawskiego, zoolog
- Józef Szawara (zm. 5 sierpnia) – polski wioślarz, uczestnik olimpiady w Paryżu w 1924 roku
- Teofil Sadkowski (zm. ?) – matematyk
- Stanisław Szymański (zm. prawd. 7 września) – inżynier, dyr. Chłodni na Woli[2]
- Andrzej Tretiak (zm. 3 sierpnia) – profesor Uniwersytetu Warszawskiego, filolog
- Stanisław Trzeciak (zm. 8 sierpnia) – proboszcz parafii pw. św. Antoniego z Padwy, teolog, publicysta
- Eugeniusz Wajgiel (zm. 3 sierpnia) – profesor Uniwersytetu Warszawskiego, weterynarz
- Władysław Wiącek (zm. 2 sierpnia) – ksiądz katolicki, jezuita
- Józef Włodek (zm. 2 sierpnia) – prezydent Grudziądza
- Antoni Wysocki (zm. 14 sierpnia) – dramaturg i powieściopisarz
- Janusz Zeyland (zm. 5 sierpnia) – doktor medycyny